# Haus Weber (Radebeul)
Haus Weber ist ein Winzerhaus mit Nebengebäude auf einem ehemaligen Weinberggrundstück in der Gemarkung Naundorf der sächsischen Stadt Radebeul, An den Brunnen 34.

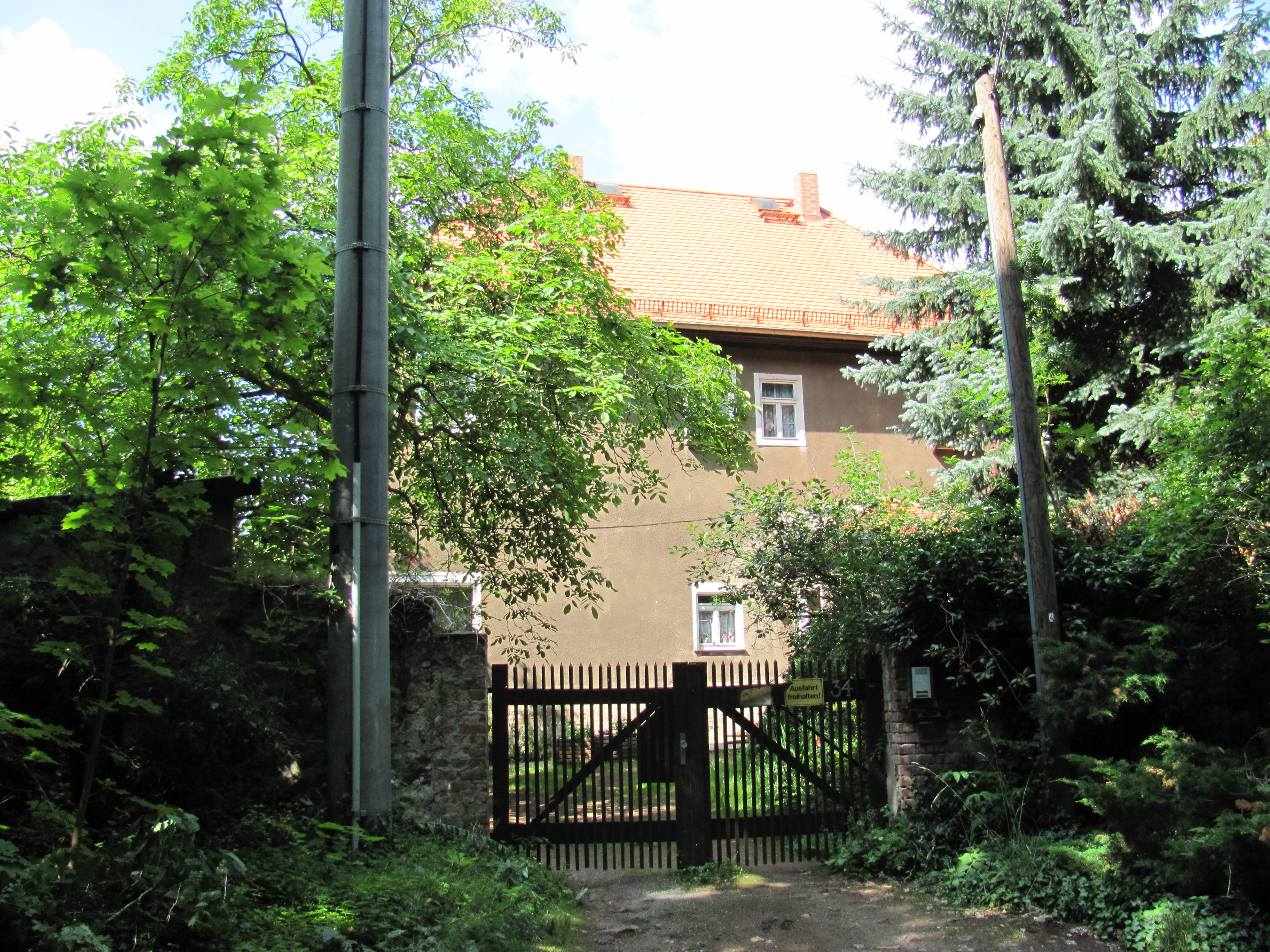
Haus Weber

## Beschreibung
Das zweigeschossige, mitsamt Wirtschaftsgebäude denkmalgeschützte Winzerhaus ist teilweise massiv, teilweise aus Fachwerk errichtet. Das Erdgeschoss ist verputzt, das Obergeschoss verbrettert. Obenauf sitzt ein mäßig hohes Ziegel-Walmdach. Die Fenster sind unregelmäßig angeordnet und teilweise in späteren Zeiten vergrößert worden. Auf der Längsseite lässt sich unter Putz noch die Lage eines großen Rundbogentores nachvollziehen.
Auf der Schmalseite des Gebäudes befindet sich ein Weinspalier.
Das heute ausschließlich Wohnzwecken dienende Gebäude ist ein „charakteristisches Radebeuler Winzerhaus, weitgehend original erhalten, bau- und ortsgeschichtlich bedeutend“. Es gilt als Zeugnis für den jahrhundertelangen Weinbau in der Lößnitz.

## Geschichte
Zu Berichten über eine Schäferei an dieser Stelle sind keine Belege zu finden, auch weitere urkundliche Quellen aus alter Zeit existieren nicht. Gefundene Brunnenteile tragen die Jahreszahl 1699. Das über einem sehr alten Gewölbekeller stehende Gebäude entstammt vermutlich in seinem Kern aus dem späten 17. Jahrhundert. Das Gebäude steht im Bereich der ehemaligen, heute bewaldeten Weinbergterrassen.
Zu Beginn des 20. Jahrhunderts wurden aquarellierte Skizzen des Bauwerks durch die Königlich-Sächsische Baugewerkeschule angefertigt, die den damaligen Zustand festhalten.